# Lycopus rubellus
Lycopus rubellus är en kransblommig växtart som beskrevs av Conrad Moench. Lycopus rubellus ingår i släktet strandklor, och familjen kransblommiga växter. Inga underarter finns listade i Catalogue of Life.